# Calenberger Bergland
Das Calenberger Bergland ist ein von einem feinen Mosaik aus Senken, Schichtkämmen des Jura und kompakteren Höhenzügen der Kreide geprägte Schichtstufenlandschaft am äußersten Nordrand der Mittelgebirgsschwelle und des Niedersächsischen Berglands im historischen Calenberger Land in Niedersachsen, zu sehr kleinen Anteilen im Westen auch in Nordrhein-Westfalen. Es wird begrenzt durch die Porta Westfalica im Westen, die Talung der Weser stromaufwärts bis Hameln im Südwesten, das Alfelder Bergland mit Ith und Hils im Süden, Springe im Osten, Barsinghausen im Nordosten und Stadthagen im Nordwesten – alle genannten Orte liegen je knapp außerhalb des Naturraums. Zentraler Ort im Inneren ist Bad Münder.

## Grobe Zuordnung und benachbarte Landschaften
Das Calenberger Bergland bildet naturräumlich innerhalb der Großregion 3. Ordnung des Niedersächsischen Berglands und der Haupteinheitengruppe 37 Weser-Leine-Bergland die Haupteinheit 378.
Es grenzt im Nordwesten ans Bückebergvorland (522), in Nordosten bis Südosten an die Calenberger Lößbörde (521) – beides Teile der Niedersächsischen Börden (52), die wiederum Teil der Lößbörden am Südrand des Norddeutschen Tieflandes sind. Im Südwesten grenzt es an das Rinteln-Hamelner Weserland (366) am Tal der Weser um Rinteln und Hameln, nach Süden geht es in das weiter nach Südosten verlaufende Alfelder Bergland (377) mit Ith und Hils über. 
Zusammen mit dem Alfelder Bergland (377) und dem sich weiter östlich anschließenden Innerstebergland (379) bildet es die in sich geschlossene Landschaft des Unteren Weser-Leine-Berglands, zu dem man auch noch das sich südwestlich anschließende Rinteln-Hamelner Weserland (366) zählen kann. Diese Landschaft unterscheidet sich geomorphologisch deutlich vom durch den Buntsandstein geprägten Südteil des Weser-Leine-Berglands wie auch von den geschlossenen Anhöhen des Muschelkalk und Keuper des sich südwestlich anschließenden Oberen Weserberglandes (36).

## Haupt-Höhenzüge
Am Nordrand der Mittelgebirgsschwelle reihen sich im Calenberger Bergland, beginnend im Westen, folgende Höhenzüge auf (Höhen über NHN; nach „innen“ sich anschließende Höhenzüge eingerückt):
- Wesergebirge (W) – bis 342 m[3]
  - Süntel (W) – bis über 440 m[4]
    - Fischbecker Berge – bis 278 m[5]
- Harrl – 213 m
- Bückeberg– bis 367 m
- Deister – bis 405 m
  - Katzberg – bis 230 m[6]
- Kleiner Deister (L) – bis 346 m (naturräumlich bis 360 m[7])
  - Nesselberg (L) – bis 378 m
- Osterwald (L) – 420 m[8] (aus naturräumlicher bzw. geologischer Sicht in der 2. Reihe)

Zwischen den Höhenzügen im Westen bis einschließlich des Bückebergs und den sich östlich ab dem Deister anschließenden liegt das Deister-Süntel-Tal.
Während die Höhenzüge Süntel und Wesergebirge im Westen auch zum Weserbergland (W) gezählt werden, werden die östlichen Erhebungen Osterwald, Nesselberg und Kleiner Deister auch dem Leinebergland (L) zugeordnet.

## Naturräumliche Gliederung
Das Calenberger Bergland wurde im Handbuch der naturräumlichen Gliederung Deutschlands in der ersten Kartierung von 1954 als Kalenberger Bergland definiert und ist, auf jene Grenzen bezogen, in der 5. Lieferung des Handbuchs von 1957 mit einer Fläche von 585 km² angegeben. Eine feinere Gliederung erfolgte durch Sofie Meisel, die auch den entsprechenden Abschnitt im Handbuch verfasst hatte, in den Einzelblättern 1:200.000 in den Jahren 1959 (Blatt 85 Minden) und 1960 (Blatt 86 Hannover). Abweichend von der Karte von 1954 wird dort das Kleinenbremener Becken zum Naturraum hinzugezählt, während auf der älteren Karte dieses dem Bückebergvorland zugerechnet worden war, zu dem es geomorphologisch schon wegen seiner geringen Höhen wohl eher passt, weshalb die Haupteinheit schon westlich des Harrl endete. Das Bundesamt für Naturschutz hat, sich an den Einzelblättern orientierend (also mit Kleinenbremener Becken), eine Fläche von 618 km² ermittelt.
Nachfolgend sind alle Unter-Naturräume des Calenberger Berglands angegeben; bei Höhenzügen ist überdies die Höhenlage über NHN angegeben sowie das anstehende Gestein (Muschelkalk, Keuper, Jura, Kreide):
- (zu 37 Weser-Leine-Bergland)
  - 378 Calenberger Bergland
    - 378.0 Bückebergland
      - 378.00 Bückeberge (Kreide)
        - Bückeberg (bis 367 m)
        - Harrl (213 m)

      - 378.01 Rodenberge (bis 154 m[14]; Kreide)
      - 378.02 Kleinenbremener Becken (nördliche Randhöhen: bis 88 m[15]; Kreide)
      - 378.03 Kathrinhagener Hochbecken (Tal der Bückeburger Aue von Rehren bis Buchholz)
      - 378.04 Reinsdorfer Hügelland (bis 186 m[16]; Jura)

    - 378.1 Weserberge
      - 378.10 Wesergebirge (bis 342 m[3]; Jura)
      - 378.11 Langenfelder Hochflächen (bis um 320 m[17]; Jura)
      - 378.12 Nordwest-Süntel (bis über 375 m[18]; Jura)
      - 378.13 Südost-Süntel (bis über 440 m[4]; Kreide)
      - 378.14 Fischbecker Berge (bis 278 m[5]; Keuper, im Osten Muschelkalk)

    - 378.2 Calenberger Becken (Deister-Süntel-Tal)
      - 378.20 Rodenberger Mulde
      - 378.21 Becken von Bad Münder
      - 378.22 Hachmühlener Becken

    - 378.3 Süd-Hannoversche Berge
      - 378.30 Barsinghausener Deister (bis 405 m[19]; Kreide; äußerer, nordöstlicher Deister)
      - 378.31 Nienstedter Deister (bis 376 m[19]; Jura; innerer, südwestlicher Deister)
      - 378.32 Katzberg (bis 230 m[6]; Kreide, im Nordwesten Jura)
      - 378.33 Kleiner Deister (Jura)
        - Kleiner Deister im engeren Sinne (bis 346 m; Nordwestabdachung der Nesselbergs)
        - Südöstlicher Kleiner Deister (bis 360 m[7]; Nordwestabdachung des Osterwaldes)

      - 378.34 Osterwald (im weiteren Sinne; Kreide)
        - Osterwald (bis gut 420 m[8])
        - Nesselberg (bis 378 m)